# Ethnicisation
 (janvier 2020).
L'ethnicisation se réfère à un processus dans lequel les gens sont affectés à tort ou à raison à un groupe ethnique en fonction de leur origine, de leur apparence ou de leur mode de vie. Le comportement des gens est expliqué principalement sur la base d'une ethnie supposée.

## Histoire
L'anthropologue Jean-Loup Amselle considère que l'ethnicisation en France est le résultat d'une transformation idéologique : l'idéologie de la gauche et de l’extrême gauche, qui était centrée jusque dans les années 1970 autour du marxisme et de l'universalisme, s’est muée depuis en multiculturalisme libéral. Le « multiculturalisme à la française » qui prône le pluralisme social et culturel, l'intégration des individus issus des immigrations post-coloniales, voit également la montée de la revendication de l'identité nationale et du racisme avec un risque d'« ethnicisation de la France ».
Pour Christophe Guilluy, ce processus a démarré au début des années 1980. C'est « la gauche politique qui s'est chargée de l'opération en instrumentalisant la question ethnoculturelle au détriment de la question sociale. ». Concomitant au phénomène des premières émeutes dans les banlieues, le white flight, la « fuite des blancs », c'est-à-dire la migration des personnes d'origine européenne hors des zones urbaines à fort taux d'immigrés a entraîné la dénonciation de ces « petits Blancs » qui refusent le « vivre ensemble ». Les classes moyennes ont été ainsi dénommées selon un processus identique au processus d'ethnicisation des minorités. « Après avoir racisé les minorités, la classe médiatique et académique contribue à la racisation des Blancs issus des milieux populaires. »
L'historien Gérard Noiriel, dans son livre Immigration, antisémitisme et racisme en France, décrit durant tout un chapitre intitulé L'ethnicisation du discours sur l'immigration le cheminement historique qui a abouti à tenter d'expliquer des problèmes sociaux par l'origine des personnes. Il cite les « émeutes de 2005 » et écrit que « la grande majorité des commentateurs ont interprété ces violences à l'aide de la grille ethnico-raciale aujourd'hui dominante ». « L'ethnicisation du discours sur l'immigration, écrit-il encore, qui n'a cessé de se développer depuis les années 1980, est désormais intégrée dans un projet politique dénonçant l'« échec du modèle républicain d'intégration » ». Il décrit l'usage du terme « racaille » pour désigner les jeunes des cités comme une conséquence de ce discours, et précise que « les protestations collectives qu'a provoquées l'usage du mot « racaille » pour désigner les jeunes des cités s'inscrivent dans la longue tradition des révoltes populaires contre le langage humiliant qu'utilisent les professionnels du discours public. » (il assimile ce terme au mot « populace » utilisé par « les notables conservateurs » pour désigner « des ouvriers de la monarchie de juillet »).

## Cas concrets
Par exemple, l'interprétation par un demandeur d'emploi d'un refus d'embauche par des motifs de discrimination ethnique, l'interprétation des échecs scolaires dans une classe par l'origine ethnique des élèves, l'analyse de la « crise des banlieues » par une grille essentiellement ethnique.
Dans une interview au quotidien israélien Haaretz le 19 novembre 2005, le philosophe Alain Finkielkraut déclare « En France, on a tendance à réduire ces émeutes à leur dimension sociale, de les voir comme une révolte des jeunes des banlieues contre leur situation (…) ». « Le problème, c'est que la plupart de ces jeunes sont des noirs ou des Arabes avec une identité musulmane ». Selon Finkielkraut, la preuve en est que, « en France, il y a également d'autres immigrants en situation difficile - Chinois, Vietnamiens, Portugais - et ils ne prennent pas part aux émeutes. Donc, il est clair qu'il s'agit d'une révolte avec un caractère ethnico-religieux ».